# Aufnahme Mariens in den Himmel (Rothmannsthal)

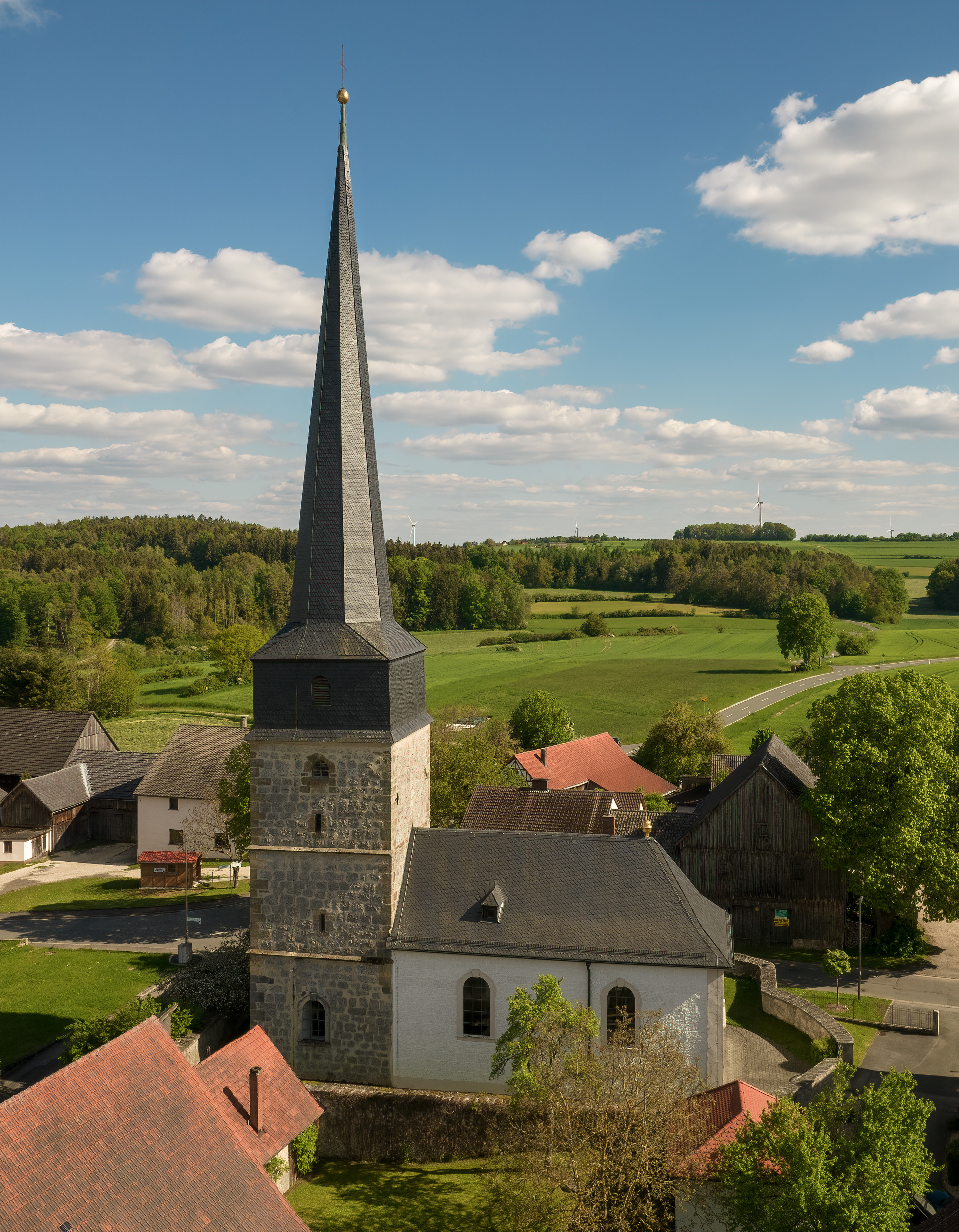
Aufnahme Mariens in den Himmel in Rothmannsthal

Die römisch-katholische Kuratiekirche Aufnahme Mariens in den Himmel in Rothmannsthal, einem Gemeindeteil des oberfränkischen Kreisstadt Lichtenfels im Landkreis Lichtenfels, geht auf eine mittelalterliche Chorturmanlage zurück. Die Kirche gehört zum Seelsorgebereich Lichtenfels-Obermain im Dekanat Coburg des Erzbistums Bamberg.

## Baugeschichte
Die Chorturmkirche steht am südwestlichen Rand von Rothmannsthal auf einem Höhenrücken des Fränkischen Juras in rund 500 Meter Höhe. Sie ist von einer Natursteineinfriedungsmauer aus dem 18. Jahrhundert umschlossen. Früher befand sich hier auch der im Umgriff der Kirche angeordnete Friedhof. Die Friedhofsmauer soll ursprünglich vier Meter hoch und mit einem Wehrgang versehen gewesen sein.
Im Kern stammt der Chorturm aus dem 14. Jahrhundert. Der Chorraum im Sockelgeschoss wird von einem Kreuzrippengewölbe überspannt. Im Jahr 1680 erhielt der Turm sein heutiges Aussehen mit einem hohen, achteckigen, verschieferten Spitzhelm. Eine Ölberggruppe errichtete der Scheßlitzer Baumeister Dionys Finsterwalder 1721 im ehemaligen Beinhaus an der Südostecke des Friedhofs. Das neue Langhaus mit zwei Fensterachsen und einem flachen Tonnengewölbe baute Finsterwalders im Jahr 1745. Es hat ein abgewalmtes Satteldach mit einer Schieferdeckung. Wohl im späten 18. Jahrhundert erfolgte der Anbau der Sakristei, die 1952/1953 erweitert und aufgestockt wurde.

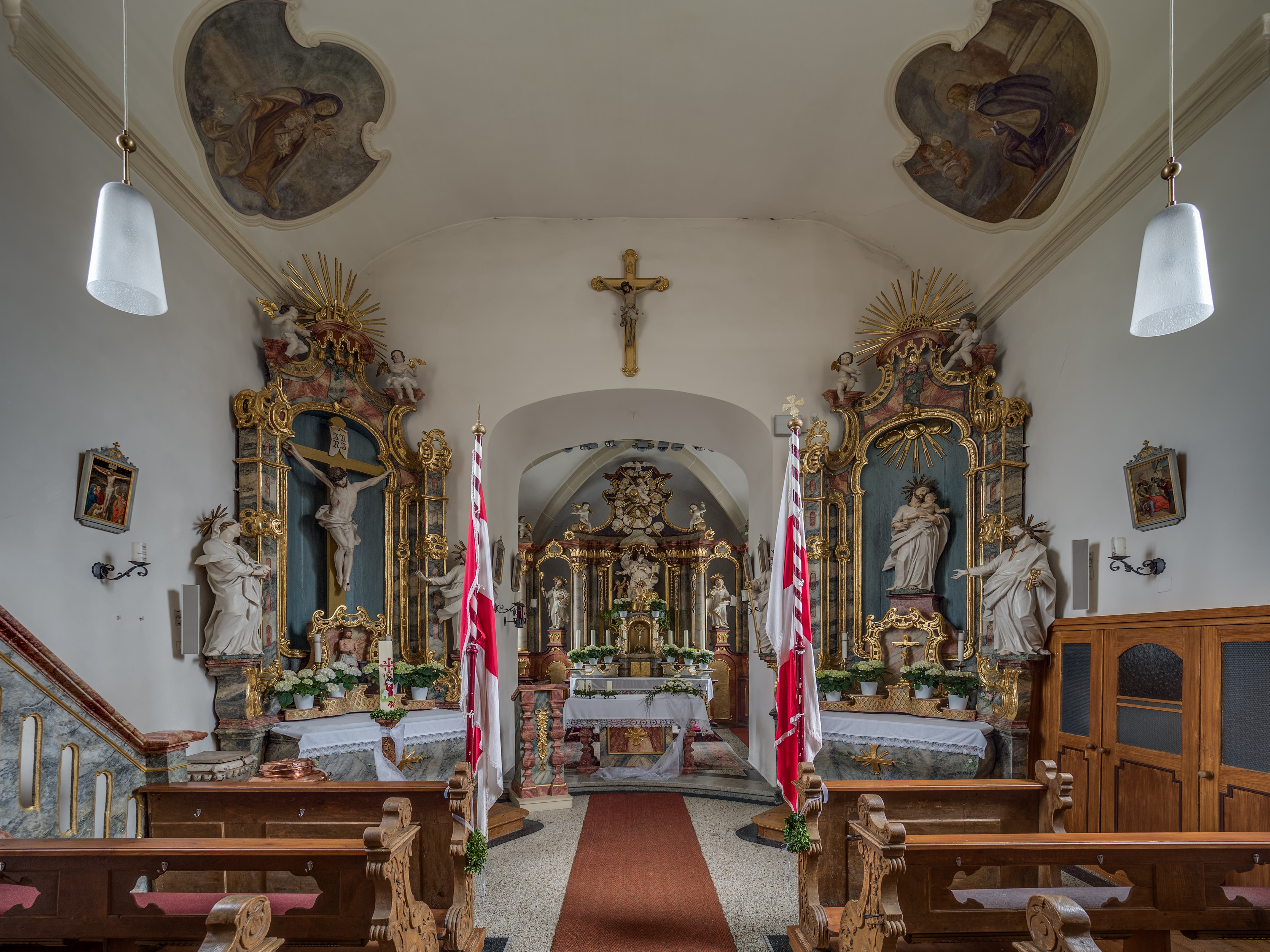
Innenraum

Der Hochaltar ist wahrscheinlich ein Werk von Johann Georg Lauter aus dem Jahr 1765. Die beiden Seitenaltäre und Kanzel von 1773/74 kommen aus der Werkstatt des Kronacher Bildhauers Pankraz Fries. Das Taufbecken entstand im ausgehenden 18. Jahrhundert, die Muttergottes Anfang des 16. Jahrhunderts und die Wendelinfigur in der 2. Hälfte des 18. Jahrhunderts.